# Christian Meier (ciclista)
Christian Meier (21 de febrero de 1985) es un ciclista canadiense, que en 2009 y 2010 fue miembro del equipo Garmin-Transitions. En la temporada 2011 compitió en el equipo continental profesional estadounidense UnitedHealthcare Pro Cycling Team. Desde 2012 hasta 2016 lo hizo para el equipo australiano Orica-GreenEDGE. 
Ganó en 2008 el título nacional en ruta de Canadá.

## Palmarés
2008
- Campeonato de Canadá en Ruta

2009
- 2.º en el Campeonato de Canadá Contrarreloj

2011
- 2.º en el Campeonato de Canadá Contrarreloj

2012
- 2.º en el Campeonato de Canadá Contrarreloj

2013
- 2.º en el Campeonato de Canadá Contrarreloj

2014
- 3.º en el Campeonato de Canadá en Ruta

2015
- 3.º en el Campeonato de Canadá Contrarreloj

## Resultados en Grandes Vueltas y Campeonatos del Mundo
| Carrera         | Carrera         | 2005 | 2006 | 2007 | 2008 | 2009 | 2010 | 2011 | 2012  | 2013  | 2014  | 2015 | 2016 |
| --------------- | --------------- | ---- | ---- | ---- | ---- | ---- | ---- | ---- | ----- | ----- | ----- | ---- | ---- |
|                 | Giro de Italia  | —    | —    | —    | —    | —    | —    | —    | 135.º | 143.º | —     | —    | —    |
|                 | Tour de Francia | —    | —    | —    | —    | —    | —    | —    | —     | —     | 121.º | —    | —    |
|                 | Vuelta a España | —    | —    | —    | —    | Ab.  | —    | —    | —     | 82.º  | —     | —    | —    |
| Mundial en Ruta | Mundial en Ruta | —    | —    | —    | —    | —    | Ab.  | —    | —     | Ab.   | Ab.   | —    | —    |

—: no participa
Ab.: abandono

## Equipos
- Symmetrics Cycling Team (2005-2008)
- Garmin (2008[1] -2010)
  - Garmin-Chipotle presented by H3O (2008)
  - Garmin-Slipstream (2009)
  - Garmin-Transitions (2010)
- UnitedHealthcare Pro Cycling Team (2011)
- Orica-GreenEDGE (2012-2016)